# Hrafn Önundarson
Hrafn Önundarson est un scalde islandais des IXe et Xe siècles, mort en 1008.
Mentionné dans le Skáldatal comme poète de cour du jarl des Hlaðir Eiríkr Hákonarson et du roi de Suède Óláfr sænski, Hrafn est l'un des principaux protagonistes de la Gunnlaugs saga ormstungu, où il est le rival de Gunnlaugr. La saga est d'ailleurs titrée Saga de Gunnlaugr et de Hrafn dans l'un des manuscrits.
Âgé de dix-huit ans, le scalde Gunnlaugr quitte l'Islande pour entreprendre un voyage à l'étranger. La femme qu'il aime, Helga, lui a auparavant été promise, et il a été convenu qu'elle n'épouserait personne d'autre dans un délai de trois ans. Il séjourne notamment à la cour du roi de Suède Óláfr sænski, où Hrafn se trouve aussi. Une rivalité naît bientôt entre les deux hommes, chacun contestant le talent de l'autre. Lorsque Hrafn rentre en Islande, il demande la main de Helga. Retenu par son service auprès du roi d'Angleterre, Gunnlaugr revient trop tard et les noces de Hrafn et de Helga ont lieu, contre la volonté de la jeune femme, restée fidèle à Gunnlaugr. Celui-ci provoque Hrafn en duel, mais le combat est prématurément interrompu, leurs pères s'interposant. Le lendemain, le duel est interdit par la Lögrétta. Hrafn propose alors à Gunnlaugr de l'affronter en Norvège, parce qu'« il ne retirait aucune jouissance d'avoir épousé Helga». Le combat a lieu dans le Trøndelag. Hrafn y trouve la mort, mais il parvient à blesser mortellement Gunnlaugr par traîtrise, ne supportant pas l'idée qu'il puisse étreindre Helga. 
Trois strophes composées par Hrafn ont été conservées dans la saga.